# Vanni Pessotto
Vanni Pessotto (Latisana, 4 giugno 1974) è un dirigente sportivo ed ex calciatore italiano, di ruolo centrocampista.

## Biografia
È fratello minore di Gianluca Pessotto.

## Carriera

### Giocatore
Ha cominciato la carriera nella Cremonese, con cui ha giocato una partita in Serie B ottenendo la promozione in Serie A a fine campionato. Con questa stessa squadra ha giocato in seguito 46 partite in seconda serie in due annate differenti.
Curiosamente, nel giugno 2005 ha disputato uno spezzone di partita con la Juventus durante la tournée in Giappone, subentrando al fratello Gianluca.

### Allenatore
Dalla stagione 2012-2013 alla stagione 2013-2014 è allenatore presso il settore giovanile della Lucchese, dove allena gli Allievi provinciali.

### Dirigente
Nella stagione 2014-2015 viene nominato, dal direttore generale Giovanni Galli, team manager sempre con i rossoneri, per la quale ricoprirà tale ruolo fino al termine della stagione 2018-2019.
Successivamente all'esperienza conclusa con la Lucchese, entra a far parte dell'organico dirigenziale, sempre nel ruolo di team manager della Pistoiese dalla stagione 2019-2020. Nella stagione calcistica 2022/2023 diventa il team manager della Triestina.

## Palmarès

### Giocatore

#### Competizioni nazionali
- Serie C1: 1

Spezia: 2005-2006
- Supercoppa di Lega di Serie C1: 1

Spezia: 2006

#### Competizioni internazionali
- Coppa Anglo-Italiana: 1

Cremonese: 1992-1993